# سام براون باك (حاكم ولاية كنساس)
صامويل دايل براونباك (بالإنجليزية: Samuel Dale Brownback)‏، ولد في 12 سبتمبر 1956، سياسي أمريكي، حاكم ولاية كنساس وعضو في الحزب الجمهوري.انتخب براونباك أول مرة كعضو في مجلس النواب الأمريكي خلال الحملة الانتخابية عام 1994 لتمثيل الدائرة الانتخابية الثانية في كنساس، وشغل المنصب لدورة واحدة، ثم ترشح في عام 1996 لمجلس الشيوخ في إنتخابات خاصة، وفاز بمقعد بوب دول السابق. بعد ذلك فاز براونباك بعهدتين متتاليتين، عمل سام في مجلس الشيوخ حتى عام 2011، ثم ترشح في الانتخابات الرئاسية لعام 2008 لكنه انسحب قبل الانتخابات التمهيدية، قام المرشح الجمهوري جون ماكين في تلك السنة بتزكيته، وتم انتخابه حاكما لولاية كنساس في عام 2010 وتولى منصبه في كانون الثاني / يناير، 2011. براونباك أيد الزيادة في عدد القوات الأمريكية في 2007 كما أعرب عن تأييده لإسرائيل. كما يعارض الزواج المثلي وقد وصف نفسه بأنه مؤيد للحياة في إشارة إلى منع الإجهاض. كحاكم لولاية كنساس وقع براونباك على قانون تقليل الضرائب واحدة من أكبر التخفيضات الضريبة للدخل في تاريخ كنساس، كما رفض براونباك منحة 31.5 مليون دولار من وزارة الصحة والخدمات البشرية لتأمين قليلي الدخل في كنساس، شكل ذلك جزءً من معارضته لقانون إصلاح نظام الرعاية الصحية. وقع على مشروع قانون حظر ضرائب التخفيض الضريبي لمقدمي الإجهاض، حظر الإجهاض لاختيار الجنس، وأعلن أن الحياة تبدأ في الإخصاب. تخفيض ضريبة الدخل وَلَّدَتْ عجزًا كبيرًا في الميزانية وأدى إلى انتقادات لاذعة من مسؤولين جمهوريين سابقين والحاليين في الفترة المؤدية إلى انتخابات حكام الولايات عام 2014 من خلال تأييد خصمه باول ديفيس. براونباك تم إعادة انتخابه في سباق متقارب جدا مع ديفيس.

## النشأة
سام براونباك ولد في (12 سبتمبر، 1956) في غارنيت-كانساس، ابن نانسي (كاودن) وغلين روبرت براونباك. نشأ في أسرة زراعية في باركر-كانساس، بعض أجداده المان النسب، استقروا في ولاية كانساس بعد أن تركوا ولاية بنسلفانيا في أعقاب الحرب الأهلية. براونباك كان رئيس جمعية FFA في كنساس، وكان أحد النواب القوميين للمنظمة من FFA المنظمة من عام 1976 إلى 1977. بينما في جامعة ولاية كنساس انتخب رئيس الهيئة الطلابية وكان عضواً ألفا جاما رو. وحصل على شهادة دكتوراه في القضاء من جامعة كانساس في عام 1982. بعد التخرج من الجامعة قضى براونباك حوالي سنة يعمل مذيع؛ استضاف برنامج أسبوعيا لمدة نصف ساعة.

## الحياة الشخصية
براونباك متزوج من ماري براونباك (ني ستوفر)، و تملك عائلة ماري وتشغل شركة ستوفر للاتصالات، التي قاموا ببيعها في عام 1995. لديهم خمسة أطفال: آبي اندي، إليزابيث، مارك، جينا؛ اثنين من أطفالهم.

## الوظيفة المبكرة
براونباك كان محام في مانهاتن-كانساس قبل أن يصبح وزير الزراعة في كانساس عام 1986. في عام 1990 تم قبوله في البيت الأبيض زميل، وعمل مع مكتب الممثل التجاري للولايات المتحدة من عام 1990 إلى 1991، ثم عاد إلى كانساس لاستئناف منصب وزير الزراعة وبقي في هذا المنصب حتى عام 1993. انتخب مجلس النواب في الولايات المتحدة في عام 1994 المقبل في عام 1996 انتخابات خاصة لاستبدال عضو مجلس الشيوخ بوب دول الذي كان قد استقال من منصبه خلال حملته الرئاسية.